# Peter Hauptmann (Verleger)

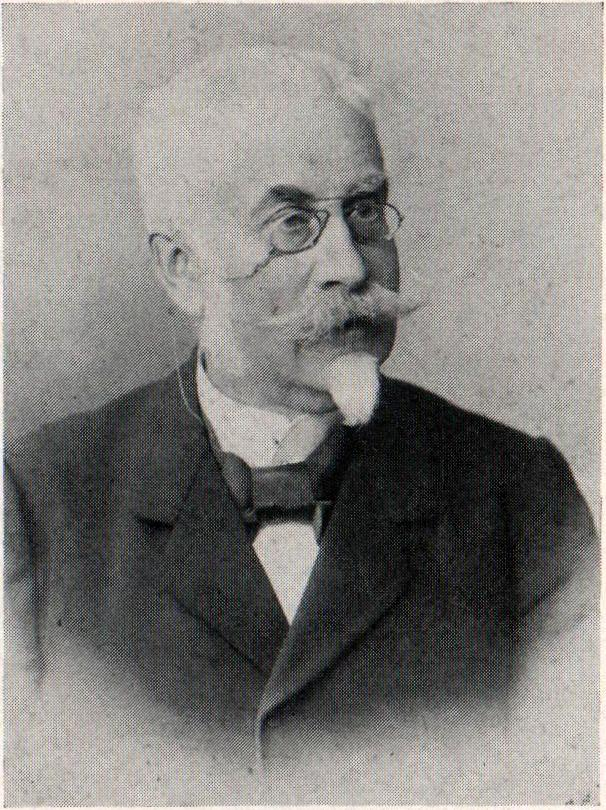
Peter Hauptmann

Peter Joseph Hauptmann (* 25. September 1825 in Bonn; † 28. Mai 1895 ebenda) war ein deutscher Verleger und Politiker (Zentrum).

## Leben und Wirken
Hauptmann ging zunächst in seiner Heimatstadt Bonn zur Schule, später besuchte er die höhere Bürgerschule in Köln und schließlich eine katholische Bildungseinrichtung, das Institut libre im französischen Marcq-en-Barœul. 1851 ließ sich Hauptmann als Kaufmann in Düren nieder, wo er unter anderem die Gründung eines katholischen Waisenhaus-Vereins initiierte. 1855/56 zog er nach Bonn  und begründete hier die „Bonner Bank für Handel und Gewerbe“ mit. Im Herbst 1871 gründete Hauptmann in Bonn mit Unterstützung katholischer Kreise die Deutsche Reichszeitung – die erste konfessionell gebundene Tageszeitung in der Stadt und darüber hinaus – und einen zugehörigen Verlag mit Buchdruckerei. Unter seiner Führung profilierte sich die Zeitung kirchenpolitisch im Kulturkampf an der Seite der Zentrumspartei gegen den Altkatholizismus und den preußischen Staat und vertrat dabei eine äußerst kompromisslose Linie, sodass Hauptmann zweimal wegen Pressvergehens zu Gefängnisstrafen (darunter im Dezember 1875) verurteilt wurde. Ab 1874 gab er darüber hinaus die von ihm ins Leben gerufene Wochenzeitung „Deutsches Vaterland“ heraus. Er zählte zu den Mitbegründern der „Feuerversicherungs-Gesellschaft Rheinland“ in Neuss und war dort bis zu seinem Tod Vorstandsmitglied. Für die Zentrumspartei gehörte er ab 1885, gewählt im Wahlkreis Bonn-Rheinbach, dem Preußischen Abgeordnetenhaus an. Ab 1888 übergab Hauptmann die Leitung seines Verlags an seinen Sohn Carl, der ihn nach seinem Tod weiterführte.
Hauptmann wurde am 31. Mai 1895 auf dem Alten Friedhof Bonn beigesetzt.

## Familie
Hauptmann war ab dem 20. April 1852 mit Felicie geb. Rüttgers (auch Felicitas; 1826–1874) verheiratet. Mit ihr hatte er drei Söhne: Carl (1853–1933), sein Nachfolger im Verlag und später Schriftsteller, Felix (1856–1934), der Rechtsprofessor wurde und sich ebenfalls als Zentrumspolitiker sowie als Heimatforscher betätigte und Robert, der Gerichtsassessor war.

## Mitgliedschaften (Auswahl)
- Augustinus-Verein zur Pflege der katholischen Presse (Mitbegründer und Vorstandsmitglied)[3]
- Marianische Männer-Congregation (erstes Mitglied)[1]
- Junggesellen-Sodalität (Ehrenmitglied)[1]
- Cäcilien-Gesangverein an der Herz-Jesu-Kirche (Ehrenmitglied)[1]
- Katholischer Gesellenverein (Ehrenmitglied)[1]
- Katholischer kaufmännischer Verein Bonn (außerordentliches Mitglied)[1]
- Rheinischer Bauern-Verein (Vorstandsmitglied)[1]

## Ehrungen
- 1875: Ritter des Piusordens (verliehen von Pius IX.)[1][4]
- Ehrenkreuz Pro Ecclesia et Pontifice (verliehen von Leo XIII.)[1]